# 相模沼田駅
相模沼田駅（さがみぬまたえき）は、神奈川県南足柄市沼田にある伊豆箱根鉄道大雄山線の駅。駅番号はID07。

## 歴史
- 1925年（大正14年）10月15日：開業。
- 1981年（昭和56年）2月27日：駅舎竣工。

## 駅構造
相対式ホーム2面2線を有する地上駅。東側のホームに小田原方面、西側のホームに大雄山方面の列車が発着する。二つのホームの飯田岡方には共に階段があり、それを降りた所で構内踏切が両ホームを結んでいる。駅本屋は西側のホームの飯田岡方西側にあり、改札口が構内踏切に直結する。その他、東側のホームの飯田岡方にトイレが、駅本屋の飯田岡方に伊豆箱根鉄道大雄山線電気支区の建物が置かれている。
1981年（昭和56年）2月築の駅本屋は2階建てで、1階は駅事務室および待合所、2階は職員用の会議室となっている。この内部には、自動券売機と乗車票発行機が一台ずつ設置されているほか、定期券などを販売する窓口も設けられている。終日、社員の配置される直営駅である。
ICカードをタッチする簡易改札もある。

### のりば
| のりば | 路線     | 行先       |
| ------ | -------- | ---------- |
| 1      | 大雄山線 | 大雄山方面 |
| 2      | 大雄山線 | 小田原方面 |

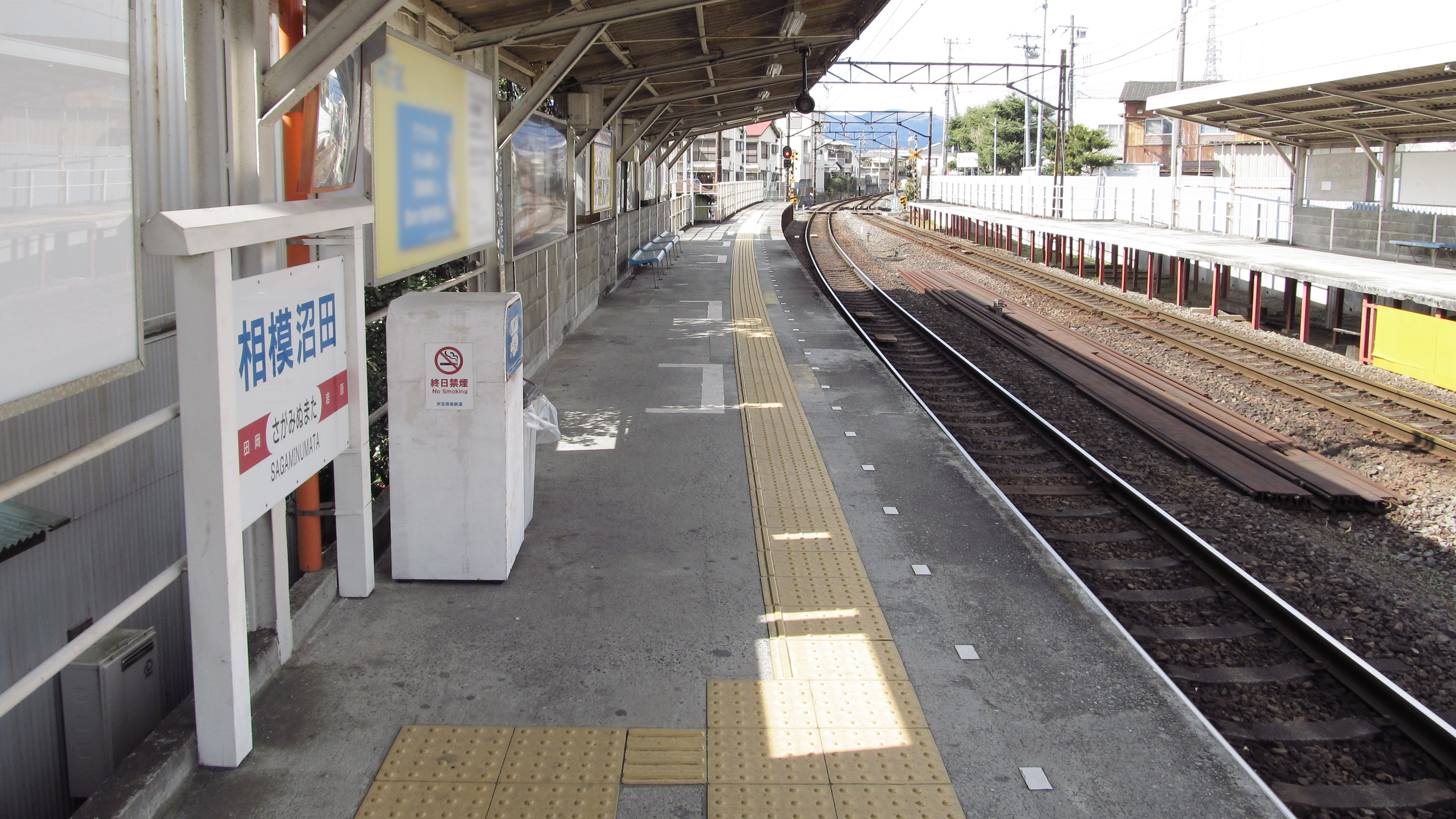
ホーム（2014年3月）
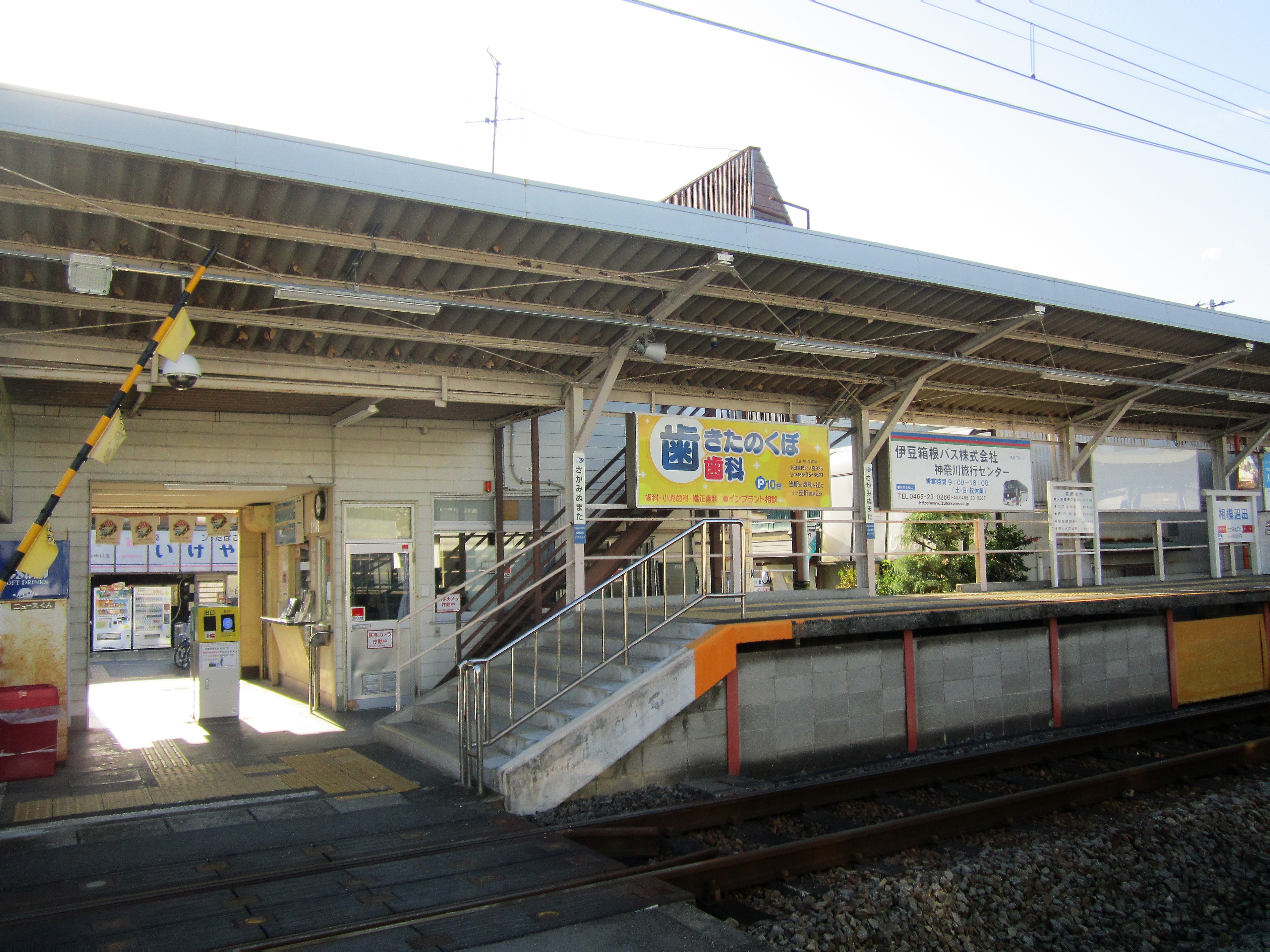
構内踏切（2019年11月）

## 利用状況
各年度の1日平均乗車人員は下表の通り。
| 乗車人員推移       | 乗車人員推移     | 乗車人員推移 |
| 年度               | 1日平均 乗車人員 | 出典         |
| ------------------ | ---------------- | ------------ |
| 1998年（平成10年） | 1,660            | [ 3 ]        |
| 1999年（平成11年） | 1,660            | [ 4 ]        |
| 2000年（平成12年） | 1,619            | [ 5 ]        |
| 2001年（平成13年） | 1,602            | [ 5 ]        |
| 2002年（平成14年） | 1,554            | [ 6 ]        |
| 2003年（平成15年） | 1,525            | [ 7 ]        |
| 2004年（平成16年） | 1,496            | [ 8 ]        |
| 2005年（平成17年） | 1,523            | [ 9 ]        |
| 2006年（平成18年） | 1,525            | [ 10 ]       |
| 2007年（平成19年） | 1,516            | [ 11 ]       |
| 2008年（平成20年） | 1,553            | [ 12 ]       |
| 2009年（平成21年） | 1,518            | [ 13 ]       |
| 2010年（平成22年） | 1,485            | [ 14 ]       |
| 2011年（平成23年） | 1,455            | [ 15 ]       |
| 2012年（平成24年） | 1,459            | [ 16 ]       |
| 2013年（平成25年） | 1,511            | [ 17 ]       |
| 2014年（平成26年） | 1,466            | [ 18 ]       |
| 2015年（平成27年） | 1,500            | [ 19 ]       |
| 2016年（平成28年） | 1,497            | [ 20 ]       |
| 2017年（平成29年） | 1,495            | [ 21 ]       |
| 2018年（平成30年） | 1,469            | [ 22 ]       |
| 2019年（令和元年） | 1,445            | [ 23 ]       |

## 駅周辺
駅周辺では小田原市と南足柄市の市境が錯綜しているが、駅は南足柄市沼田に所在する。駅の西側を県道74号が走り、東側を狩川が流れる。駅近くに香料工場があるが、主に住宅地が広がる。
駅周辺の旧跡としては、西約400メートルの所に天野康景の墓のある寿伝山西念寺（浄土宗）がある他、八乙女神社や沼田城址なども存在する。
- さがみ信用金庫沼田支店
- そうてつローゼン 富水店
- ユニクロ小田原富水店
- 小田急小田原線富水駅 - 徒歩約20分

かつては県道74号上に箱根登山バスの「沼田」停留所があり、箱根登山バスの路線バスが発着していたが2021年4月2日に廃止された。

## 隣の駅
伊豆箱根鉄道
 大雄山線
飯田岡駅 (ID06) - 相模沼田駅 (ID07) - 岩原駅 (ID08)